# OSB-lap

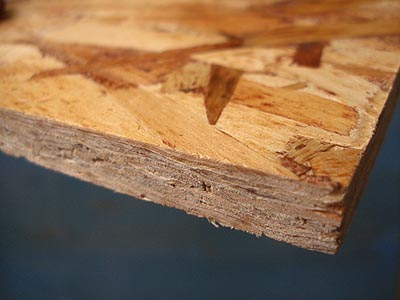
OSB

Az OSB az angol Oriented Strand Board szó rövidítése, mely szabad fordításban irányított szálelrendezésű lapot jelent. Alapvetően fa-alapú anyagról van szó. Az elnevezés az anyagszerkezetére utal, ami a terméknek a szilárdságát biztosítja. Eredetileg Észak-Amerikából indult hódító útjára, hozzávetőlegesen 30 évvel ezelőtt.[mikor?]

## Felépítése, jellemzői
Felépítését tekintve háromrétegű lap, a középső rétegében a forgácsok helyzete a hosszoldalra merőleges, a szélső rétegekben azzal párhuzamos. Kis átmérőjű, gyors növésű farönkökből készül. Vízálló és hőálló gyanta kötőanyagok gondoskodnak a panel belső tartósságáról, merevségéről, és vízhatlanságáról. Ezeket a faszálakat vonják be egy külső kötőanyaggal, és ezt hő és magas nyomás alá helyezik.
Tulajdonságai a felhasználási körülményekhez igazíthatók. (OSB-1 – OSB-4)   Az OSB-3 folyékony MUPF műgyantával ragasztott melynek köszönhetően vízálló. A csiszolás után műgyanta bevonattal ellátott, így kopásálló, víztaszító, tökéletesen sima felületű. Az OSB-lap a természetes fához hasonló megmunkálhatóságot mutat, élei marhatók, az anyag szeg- és csavartartó. Szilárdságuk nagy, vízállóak. A szakítószilárdság csekély. Lapirányú zsugorodásuk csekély.

## Felhasználása
Az OSB külsejét tekintve speciálisan padlóra, tetőre és falra tervezett, továbbá alkalmazható faszerkezeti munkáknál is. Használható szerkezeti megoldásokra, mint tetők, aljzatok és falak fedésére. Mivel a lapok kemények, terhelhetők és tökéletesen sima felület rakható le belőlük, kiválóan alkalmasak különféle melegburkolatok alá vakpadlónak. Az OSB csiszolva és lakkozva tartós burkolat önmagában is. A padlók esetében nút-féderes táblák használata ajánlott. Nagy mennyiségben használja az építőipar: palánkként építési terület köré, illetve zsaluzatként.